# Moadon Kaduregel Hapoel Yerushalayim
Il Moadon Kaduregel Hapoel Yerushalayim (in ebraico מועדון כדורגל הפועל ירושלים‎?), noto in italiano come Hapoel Gerusalemme, è una società calcistica israeliana con sede nella città di Gerusalemme.
Fondato nel 1926, era originariamente rappresentativo del quartiere gerosolimitano di Katamon, ove si trovava lo stadio utilizzato dall'Hapoel fino ai primi anni ottanta. Negli anni settanta visse il suo massimo periodo di gloria, vincendo la Coppa di Stato 1972-1973 e cogliendo, nella stessa stagione, il terzo posto, miglior risultato di sempre.
Per lungo tempo la società più popolare e prestigiosa di Gerusalemme, l'Hapoel ha conosciuto un rapido declino a partire dagli anni '80, in concomitanza con la crescita dei rivali del Beitar.
Dopo una serie di retrocessioni in seconda divisione e di temporanei ritorni in massima serie, l'Hapoel ha disputato per l'ultima volta la Ligat ha'Al nella stagione 1999-2000, al termine della quale è retrocesso in Liga Leumit.
Gli anni a seguire sono stati ancor peggiori per l'Hapoel, con l'ulteriore retrocessione, nel 2007, in Liga Artzit, all'epoca la terza divisione.
Nel 2007, gli scarsi risultati ottenuti dalla squadra e l'insoddisfazione verso la dirigenza societaria hanno spinto gran parte dei tifosi a fondare una nuova società, nota come Hapoel Katamon Gerusalemme.
Paradossalmente, la nuova società, pur nata più per motivi di protesta, ha acquisito un seguito molto maggiore del club "padre".
Nella stagione 2010-2011, l'Hapoel ha vinto il girone sud della Liga Alef, venendo promosso in Liga Leumit.
Il 26 agosto 2019, la Federcalcio israeliana ha rifiutato di iscrivere la squadra ai campionati per la stagione 2019-2020 a causa di problemi finanziari, così sciogliendosi.
La società è stata rifondata nel 2020 grazie all'Hapoel Katamon Gerusalemme che ha acquisito il marchio e i diritti.

## Organico

### Rosa 2024-2025
Aggiornata al 20 gennaio 2025.
| N. |                               | Ruolo | Calciatore        |
| -- | ----------------------------- | ----- | ----------------- |
| 1  | Macedonia del Nord (bandiera) | P     | Marko Alcevski    |
| 3  | Israele (bandiera)            | D     | Noam Malmoud      |
| 5  | Costa d'Avorio (bandiera)     | D     | Eloge Yao         |
| 6  | Israele (bandiera)            | C     | Awaka Eshata      |
| 7  | Israele (bandiera)            | C     | Matan Hozez       |
| 8  | Israele (bandiera)            | C     | Liel Chane        |
| 9  | Paesi Bassi (bandiera)        | A     | Jelle Duin        |
| 10 | Israele (bandiera)            | C     | Yanai Distalfeld  |
| 11 | Costa d'Avorio (bandiera)     | C     | Cédric Franck Don |
| 15 | Israele (bandiera)            | C     | Ilay Madmon       |
| 16 | Israele (bandiera)            | D     | Omer Agvadish     |
| 19 | Israele (bandiera)            | A     | Idan Dahan        |
| 20 | Israele (bandiera)            | D     | Ofek Nadir        |

| N. |                    | Ruolo | Calciatore     |
| -- | ------------------ | ----- | -------------- |
| 21 | Israele (bandiera) | C     | Ayano Farada   |
| 22 | Senegal (bandiera) | C     | Samba Diallo   |
| 24 | Israele (bandiera) | D     | Yonatan Laish  |
| 25 | Nigeria (bandiera) | C     | Andrew Idoko   |
| 26 | Israele (bandiera) | D     | Peleg Hamani   |
| 30 | Nigeria (bandiera) | A     | Ibeh Ransom    |
| 33 | Israele (bandiera) | D     | Maxim Grechkin |
| 55 | Israele (bandiera) | P     | Nadav Zamir    |
| 77 | Israele (bandiera) | C     | Ohad Almagor   |
|    | Israele (bandiera) | C     | Guy Badash     |
|    | Israele (bandiera) | D     | Amit Glazer    |
|    | Israele (bandiera) | P     | Noam Shavit    |

## Palmarès

### Competizioni nazionali
- Coppa di Israele: 1

1972-1973

### Altri piazzamenti
- Campionato israeliano:

Terzo posto: 1972-1973
- Coppa d'Israele:

Finalista: 1971-1972, 1997-1998
- Liga Leumit:

Secondo posto: 1995-1996
Terzo posto: 2002-2003